# Sivasspor Kulübü
Il Sivasspor Kulübü, chiamato comunemente solo Sivasspor, è una società calcistica turca con sede a Sivas. Milita nella Süper Lig, la massima serie del campionato turco di calcio, e disputa le partite interne al nuovo stadio 4 settembre di Sivas.

## Storia
Fondato il 14 maggio 1932 a Sivas con il nome di Sivas Gençlik, adottò divisa biancorossa e calzoncini bianchi. Iniziò a livello dilettantistico, prima di essere ammesso al professionismo. A metà degli anni '60 il Sivas Gençlik si fuse con lo Yolspor e il Kızılırmak nella speranza che per il nuovo sodalizio si aprissero le porte dei campionati professionistici, ma così non fu.
Dopo vari boicottaggi, il 1º luglio 1967 al Sivasspor fu concesso di praticare il calcio a livello professionistico. Il Sivasspor iniziò dalla seconda serie, "gruppo bianco". A causa dell'elevato numero di club costituitisi in quel periodo, la federcalcio turca decise di istituire una terza serie. Il Sivasspor fu ammesso alla seconda serie insieme a Afyonspor, Balıkesirspor, Giresunspor, Kastamonuspor, Malatyaspor, Orduspor, Uşakspor e Taksim GK. All'esordio nel professionismo il Sivasspor si piazzò 16° nel suo gruppo, salvandosi dalla retrocessione per quattro punti, e sempre nella parte bassa della classifica l'anno dopo. Sfiorò la promozione in prima serie nel 1971-1972 e nel 1972-1973, piazzandosi secondo, rispettivamente dietro a Şekerspor prima e Adana Demirspor poi.
Il 17 settembre 1967, in una partita di terza serie tra Sivasspor e Kayseri Erciyesspor (all'epoca Kayserispor) giocata allo stadio Atatürk di Kayseri, si verificò la più grande tragedia del calcio turco. Incidenti tra tifosi causarono 43 morti e 300 feriti, per lo più sostenitori del Sivasspor, periti nella calca originatasi dopo gli scontri con i sostenitori del Kayserispor. Il match fu dichiarato terminato con il punteggio di 1-0 in favore del Kayserispor. Dopo la tragedia, il Kayseri Erciyesspor e il Sivasspor giocarono in due gruppi diversi di seconda serie sino al 1990-1991, stagione in cui le due squadre si riconciliarono e militarono nel quarto gruppo della terza serie, oggi TFF 2. Lig.
Il Sivasspor militò nei campionati inferiori fino al 2004-2005, stagione in cui vinse il campionato di seconda serie, accedendo così alla massima divisione. All'esordio in Süper Lig si piazzò ottavo con 43 punti (frutto di 10 vittorie, 13 pareggi, 11 sconfitte), sotto la guida del tecnico Werner Lorant, che conseguì alcune vittorie di prestigio contro Beşiktaş e Gençlerbirliği. Dopo la salvezza dell'anno seguente, nel 2007-2008 il club si piazzò quarto, sfavorito rispetto alla seconda e alla terza in graduatoria (che erano a pari punti) solo dalla differenza reti: il Sivasspor ebbe in mano la vittoria del titolo fino alla penultima giornata, quando fu sconfitto per 5-3 dai futuri campioni del Galatasaray; alla fine dell'annata ottenne l'accesso alla Coppa Intertoto, dove si arrese solo al Braga nel terzo e ultimo turno. La stagione 2008-2009 vide la squadra piazzarsi seconda dopo aver condotto la classifica per molte giornate. Sconfitto all'ultima giornata dal Beşiktaş, il Sivasspor chiuse a cinque punti dalla squadra di Istanbul, che si laureò campione. 
Gli anni seguenti videro il Sivasspor ottenere piazzamenti utili per la salvezza in massima serie e compiere dei piccoli exploit, come il settimo posto del 2011-2012 e il quinto posto del 2013-2014. Al termine dell'annata 2015-2016 il club, piazzatosi terzultimo, retrocesse in TFF 1. Lig, per poi guadagnare la promozione l'anno dopo, da vincitrice del campionato cadetto. La stagione 2019-2020 si concluse con il quarto posto finale in classifica, che valse l'accesso diretto alla fase a gironi dell'Europa League per la prima volta nella storia del club. Nella stagione 2021-2022 si aggiudica per la prima volta un trofeo, la Coppa di Turchia, battendo per 3-2 in finale il Kayserispor dopo i tempi supplementari.

## Organico

### Rosa 2024-2025
Aggiornata al 4 giugno 2025.
| N. |                         | Ruolo | Calciatore         |
| -- | ----------------------- | ----- | ------------------ |
| 3  | Turchia (bandiera)      | D     | Uğur Çiftçi        |
| 5  | Turchia (bandiera)      | D     | Mehmet Albayrak    |
| 7  | Turchia (bandiera)      | D     | Murat Paluli       |
| 8  | Grecia (bandiera)       | C     | Charilaos Charisīs |
| 9  | Albania (bandiera)      | A     | Rey Manaj          |
| 10 | Inghilterra (bandiera)  | C     | Alex Pritchard     |
| 11 | Paesi Bassi (bandiera)  | A     | Queensy Menig      |
| 12 | RD del Congo (bandiera) | C     | Samuel Moutoussamy |
| 13 | Serbia (bandiera)       | P     | Đorđe Nikolić      |
| 14 | Mali (bandiera)         | D     | Samba Camara       |
| 15 | Polonia (bandiera)      | C     | Jan Biegański      |
| 17 | Turchia (bandiera)      | C     | Emrah Başsan       |
| 21 | Turchia (bandiera)      | A     | Emre Gökay         |
| 22 | Serbia (bandiera)       | A     | Veljko Simić       |
| 23 | Turchia (bandiera)      | D     | Alaaddin Okumuş    |
| 24 | Capo Verde (bandiera)   | C     | Garry Rodrigues    |

| N. |                       | Ruolo | Calciatore            |
| -- | --------------------- | ----- | --------------------- |
| 25 | Turchia (bandiera)    | C     | Oğuzhan Aksoy         |
| 26 | Serbia (bandiera)     | D     | Uroš Radaković        |
| 27 | Gambia (bandiera)     | D     | Noah Sonko Sundberg   |
| 30 | Turchia (bandiera)    | C     | Tolga Ciğerci         |
| 35 | Turchia (bandiera)    | P     | Ali Şaşal Vural       |
| 41 | Turchia (bandiera)    | P     | Serkan Kaan Sarman    |
| 44 | Grecia (bandiera)     | D     | Achilleas Pouggouras  |
| 46 | Turchia (bandiera)    | A     | Bekir Turaç Böke      |
| 53 | Turchia (bandiera)    | D     | Emirhan Başyiğit      |
| 55 | Guinea (bandiera)     | A     | Bengali-Fodé Koita    |
| 58 | Turchia (bandiera)    | D     | Ziya Erdal (capitano) |
| 66 | Turchia (bandiera)    | A     | Sinan Kaya            |
| 74 | Turchia (bandiera)    | P     | Arda Erdursun         |
| 80 | Turchia (bandiera)    | C     | Efkan Bekiroğlu       |
| 88 | Turchia (bandiera)    | C     | Talha Şeker           |
| 90 | Uzbekistan (bandiera) | C     | Azizbek Turg'unboev   |

## Stagioni passate
- 2009-2010

## Palmarès

### Competizioni nazionali
- Coppa di Turchia: 1

2021-2022
- TFF 1. Lig: 2  (record)

2005-2006, 2016-2017
- TFF 3. Lig: 1

1998-1999

### Altri piazzamenti
- Campionato turco:

Secondo posto: 2008-2009
- Coppa di Turchia:

Semifinalista: 2008-2009, 2012-2013, 2014-2015, 2022-2023
- Coppa Intertoto UEFA:

Finalista: 2008

## Statistiche

### Statistiche nelle competizioni UEFA
Tabella aggiornata alla stagione 2022-2023.
| Competizione                  | Partecipazioni | G  | V | N | P | RF | RS |
| ----------------------------- | -------------- | -- | - | - | - | -- | -- |
| UEFA Champions League         | 1              | 2  | 1 | 0 | 1 | 3  | 6  |
| Coppa UEFA/UEFA Europa League | 3              | 10 | 2 | 0 | 8 | 10 | 20 |
| UEFA Europa Conference League | 2              | 14 | 6 | 3 | 5 | 18 | 21 |
| Coppa Intertoto               | 1              | 4  | 1 | 1 | 2 | 3  | 7  |